# Ісландські казки

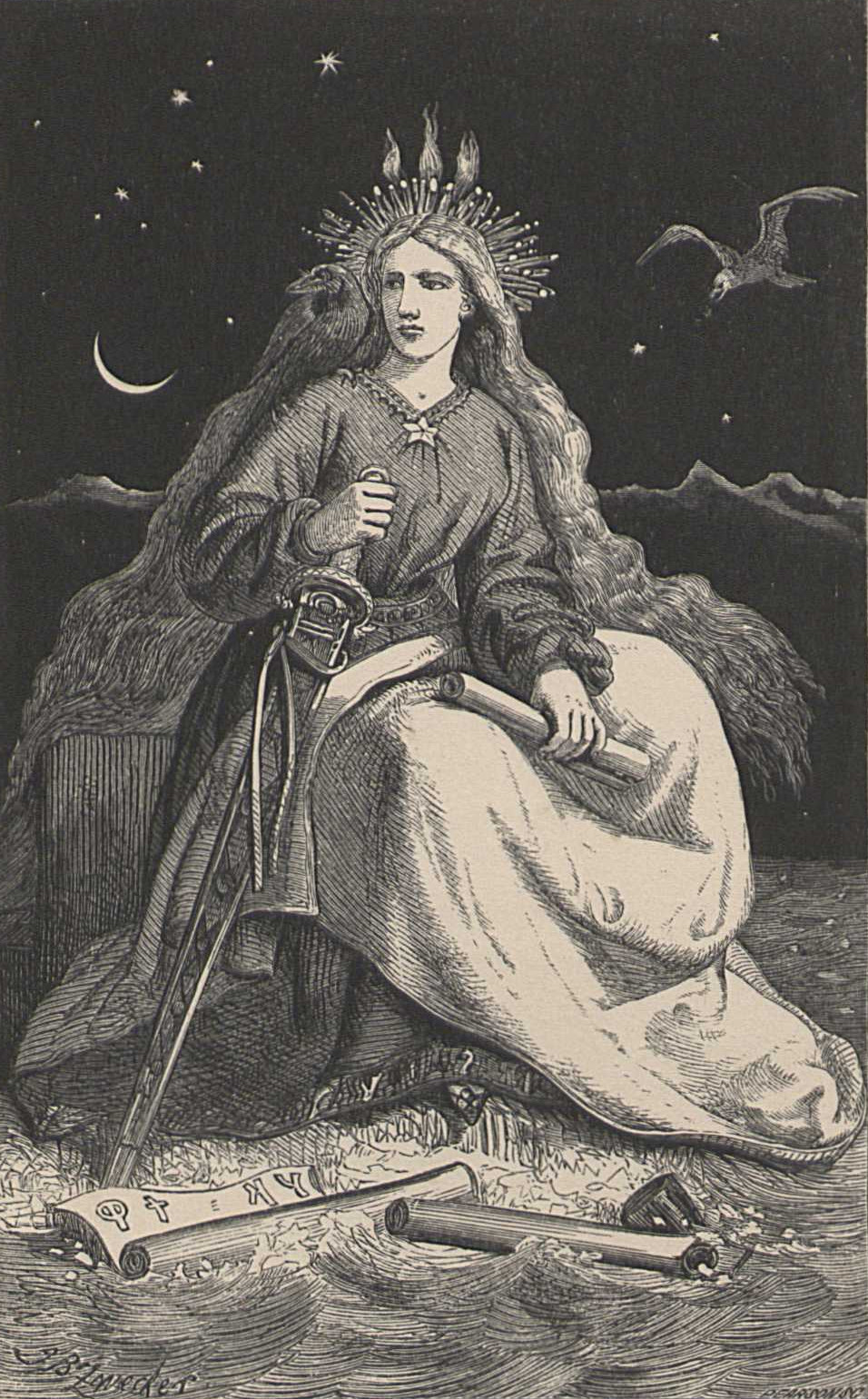
Зображення Повелительки гори - національної персоніфікації Ісландії з книги Йоуна Аурнасона «Ісландські казки та сказання».

Ісландські казки (ісл. Íslensk þjóðsögur) — прозові усні розповіді про вигаданих персонажів ісландського фольклору, головні риси яких — історизм і правдивість. Попри те, що текст ісландських казок спирається на вигадку, однак він претендує на правдивість, а казки розповідаються так, як ніби сам оповідач вірить в їх правдивість. Більшість ісландських казок — казки-бувальщини або казки-билини, в яких розповідається про конкретні події та людей (або казкових персонажів). Серед народних ісландських казок дуже мало чарівних казок (ісл. ævintýri, а казок про тварин і зовсім немає. Основні персонажі ісландських казок — звичайні люди (селяни), чаклуни, священники (в основному католицькі єпископи, серед яких частіше за всіх в казках розповідається про Семунда Мудрого), чорт, трьотлі (Див. Троль), аульви (Див. Ельфи, Альви), так звані «приховані жителі» (ісл. huldufólk) так звані «люди, оголошені поза законом» (ісл. útilegumaður) а також привиди й примари.

## Історія ісландських казок
Перші постійні поселення в Ісландії були засновані в кінці IX століття скандинавами, які разом з мовою принесли з собою багату мітологію, свої національні ідеї та фольклор. У дохристиянську епоху казки замінялися мітами, легендами, анекдотами та кумедними історіями з життя, вигаданими історіями про привидів і чаклунів, а також кельтськими легендами. Безумовно головне місце в перерахованих займали германо-скандинавські міти, які з'явилися в Ісландії з першими поселенцями .
Жителі Ісландії зберегли багату скандинавську мітологію, і навіть після того, як в 1000 році найдавніший з нині наявних у світі парламент, Альтинг, прийняв християнство як державну релігію, язичницькі міти не були забуті, тому що частина їх трансформувалася в казки та сказання. Але, з іншого боку, в ісландському фольклорі з'явилися нові герої - ангели, апостоли, Діва Марія - які частково потіснили старих.
У ранньому середньовіччі казки стали найголовнішим жанром усного фольклору. В цей час було придумано багато казок, деякі з яких також були запозичені фарерцями та норвежцями, а ще більшу кількість казок запозичили самі ісландці. Багато казки з'явилися в Ісландії з Данії та Норвегії, однак ісландці — народ, економічна діяльність якого обмежувалася сільським господарством, і що головне — рибальством і морською торгівлею — інтенсивно спілкувалися з іншими народами. Ейнар Оулафюр Свейннсон у своїй книзі «Ісландські казки» писав, що ісландці приймали, «ісландіювали» казки інших народів через так званий «феномен периферії». У середні століття до відкриття Колумбом Америки, ісландці жили в периферії відомого європейцям світу, і в їхніх очах навіть не найзначущіші історії, розказані європейцями, були важливими та цікавими. Однак з іншого боку навіть деякі найпоширеніші серед європейських народів казки ніколи не розповідалися в Ісландії, або розповідалися, але були швидко забуті.

## Особливості ісландських казок
Більшість фольклористів схильні вважати, що ісландські казки, як жанр усної народної творчості, існували з кінця IX століття, тобто задовго до прийняття Ісландією християнства. Але через те, що до християнізації Ісландії крім казок існували також міти, виникає проблема виявлення відмінностей казок і мітів. Головна відмінність полягає в тому, що в той час, як міти є оповідями про богів і героїв, про походження світу і явищ природи, в казках центральним героєм є або людина, або тварина або неживу річ з людськими якостями, а мітологічні персонажі, які зустрічаються в деяких казках, є допоміжними героями казок.
Завдяки відрізаності Ісландії від материкової Європи, ісландський фольклор розвивався без великого впливу на нього з боку скандинавських та інших народів, що населяли Європу, чим і пояснюється самобутність і унікальність ісландських казок.
Одна з головних рис ісландських казок — непередбачуваність від початку до кінця. Дуже часто навіть головний персонаж змінюється кілька разів упродовж казки та відбуваються несподівані події, які, втім, часто виходять за рамки сюжетної лінії та є зайвими. Так, у казці «Гельґа дочка старого» (ісл. Helga karlsdóttir) вмируща стара дає дочці магічне шило, яке вміє говорити «так», яке згодом відіграє незначну роль: допомагає дівчинці позбутися домагань свого батька. Протягом казки дівчинка вагітніє і народжує сина, що ніяк не впливає на зміст і розв'язку казки, а в кінці казки, коли дівчинка кличе на допомогу карлика, з яким вона познайомилася в середині казки, на допомогу прилітає птиця, яка з'являється в казці вперше.
В ісландських казках, на відміну від казок інших народів, не завжди розповідається про боротьбу добра і зла, а якщо навіть розповідається, то часто перемагає зло, а в великій кількості ісландських казок головний герой і зовсім вмирає в кінці. У більшості ісландських казок немає глибинного сенсу. Ісландські казки — це скоріше історії про цікаві події, які відбувалися в минулому і передавалися у вигляді усних оповідань з покоління в покоління.

## Класифікація ісландських казок
Попри те, що існує система класифікації фольклорних казок (Див. Покажчик сюжетів фольклорної казки), однак фольклористи, філологи та літературознавці, які вивчають ісландські народні казки, стикаються з труднощами, пов'язаними з класифікацією ісландських казок, що в першу чергу є наслідком того, що деякі типи казок відсутні в ісландському фольклорі, а деякі казки неможливо віднести ні до одного з типів з каталогу, в якому класифікуються і систематизуються фольклорні казки. Відомий німецький історик Конрад фон Маурер (1823-1902) , який цікавився культурою й історією Ісландії, запропонував таку класифікацію ісландських народних казок  :
- I група - мітологічні казки
- II група - казки про привидів і примар
- III група - казки про чаклунство
- IV група - казки про природні явища
- V група - казки, що мають відношення до релігії
- VI група - історичні казки
- VII група - чарівні казки
- VIII група - гумористичні казки.

У Йоуна Аурнасона була власна класифікація ісландських казок, схожа з класифікацією Конрада фон Маурера, з двома відмінностями: Йоун Аурнасон не включив в класифікацію мітологічні казки, однак додав окрему групу про «людей, оголошених поза законом» (ісл. útilegumaður .
Однією з найбільш еталонних вважається класифікація Карла фон Сидов, яка представлена нижче  :
- upphovssägner (аетіологічні історії), в яких розповідається як сталося щось, або назва чогось (наприклад: як з'явилася та чи інша гора через те, що трьотль був спійманий першими променями сонця; або як з'явився лишайник на каменях, після того, як селяни впали зі сходів, по якій підійматися до Діви Марії);
- minnessägner — історії про те, що конкретна людина бачила або зазнала у житті;
- vittnessägner — казки, фабула яких спирається на вигадану історію (фантазію).

Попри те, що жодна з класифікацій ісландських казок не є задовільною з наукової точки зору, вони спрощують вивчення ісландського фольклору.

## Персонажі ісландських казок

### Трьотлі і скеси

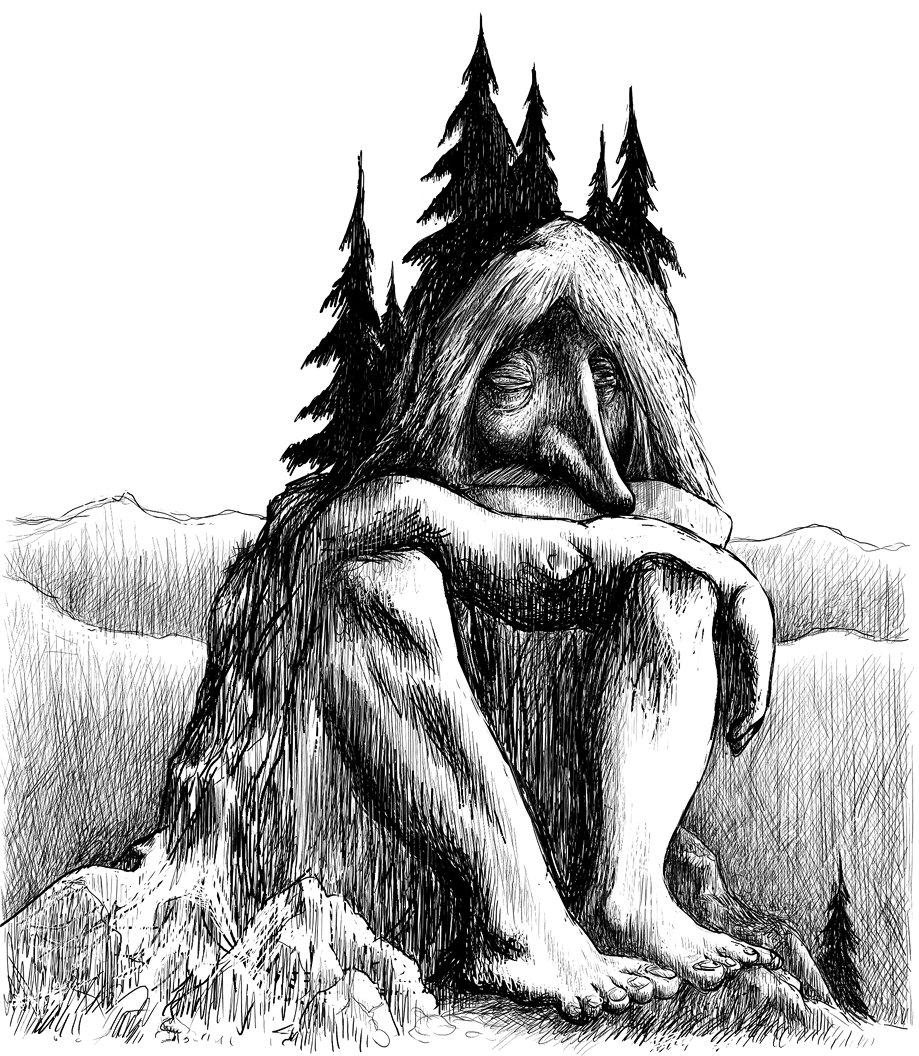
Перетворення троля в гору

Трьотлі та скеси - одні з нечисленних персонажів ісландських казок, успадкованих від давньоісландських язичницьких мітів. Попри те, що етимологічно слово «трьотль» (ісл. tröll не відрізняється від слова «троль», однак ісландські трьотлі дуже сильно відрізняються від тролів. Головна відмінність полягає в тому, що трьотлі є злими, бридкими велетами (їх образ схожий з образом йотунів зі староісландської мітології), в той час, як тролі, персонажі фольклору інших германо-скандинавських народів, не завжди є велетами і навіть можуть бути позитивними персонажами. Однак трьотлі відрізняються і від йотунів теж: тоді як трьотлі живуть в скелях, йотуни живуть в Йотунхеймі (давньоскан. Jötunheimr давньоскан. Jötunheimr і мають великі землі. Легенди, згідно з якими тролі лякали людей своїм зовнішнім виглядом і надприродною силою, зародилися в Скандинавії, звідки прибули перші поселенці Ісландії, які заселяли острів в кінці IX століття .
Трьотлі — величезні, людиноподібні істоти з великим носом. У більшості казок вони представляються лютими, злими та підступними. Вони їдять тільки м'ясо, в тому числі й людське. Зазвичай вони тримають в руках або залізну палицю, або великий ніж. Одягнені трьотлі в козлячі шкури . Вони часто викрадають і вбивають худобу, іноді нападають на села, і найбільше бояться дзвону церковних дзвонів. Попри те, що трьотлі є жадібними, злими та мстивими істотами, в деяких казках описується, як вони стають вірними друзями, якщо їм надається якась послуга. Трьотлі зазвичай живуть поодинці. Їх типове житло - печери або скелі, а деякі з них самі є скелями або пагорбами, бо трьотлі перетворюються в камінь під дією денного світла. У зв'язку з цим забобонні ісландці більше боялися трьотлів узимку, під час довгої полярної ночі, і тоді ж збираючись великими компаніями, розповідали страшні казки про цих лютих істот.
Скеси (трьотлі жіночого роду) - потворні, дурні та злі, проте в той же час чадолюбні й чоловіколюбні істоти. Скеси теж убивають худобу і нападають на людей. Вони часто викрадають чоловіків, і якщо закохуються в них, перетворюють їх в трьотлів . У багатьох казках скеси та трьотлі живуть разом (наприклад в казці «Камінь Скеси», ісл. Skessusteinn ), але в основному скеси живуть або поодинці, або з дітьми (в казці «Велетка та шахи» (ісл. Tröllskessan og taflið скеса живе з дочкою). У казках розповідається про контакти людей з трьотлями та скесами. В основному ці контакти добре закінчуються для людей, а у зворушливій казці «Йоун і скеса» (ісл. Jón og tröllskessan і зовсім розповідається про дружбу скеси з рибалкою, який нагодував її дітей холодної осіні, коли їсти не було чого, а та, своєю чергою, допомогла йому.
У деяких ісландських казках герої вступають в контакт з велетнями, з метою розв'язати будь-яку проблему. Так, в одній ісландській казці героїня сама виявляє бажання стати дружиною трьотля. Інший варіант - молодша дочка потрапляє до чудовиська, або воно викрадає її. Героїня стає дружиною чудовиська або звіра і тим самим знімає закляття з юнака, перетвореного в чудовисько відьмою .

### Хульдуфоульк («приховані жителі»)

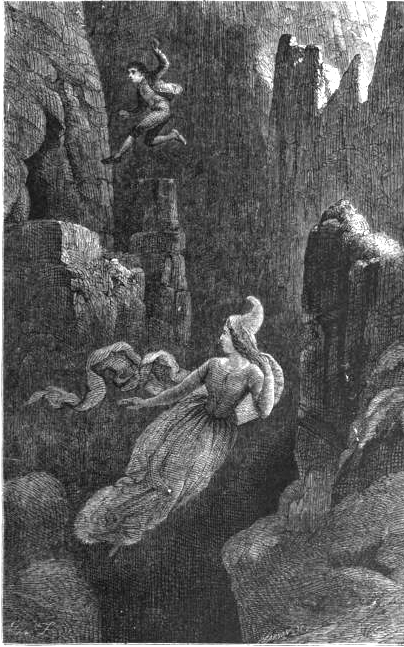
Ілюстрація з книги Йоуна Аурнасона «Ісландські казки та сказання» для казки «Хільдур - королева ельфів», в якій зображена людина, що бігає за ельфійкою

«Приховані жителі»  (ісл. huldufólk хульдуфоульк) є одними з найголовніших персонажів ісландських народних казок. «Прихованих жителів» раніше називали «аульвами», що етимологічно те ж саме, що «ельфи», однак розповідають, що вони ображаються, коли їх так називають. «Приховані жителі» практично не відрізняються від людей: вони народжуються і вмирають, як люди; вони тримають худобу, косять сіно, рибалять; у них є власні церкви, священники та кладовища. Зовні «Приховані жителі» теж мало чим відрізняються від людей: чи не єдина відмінність - відсутність у «прихованих жителів» носового хряща або вертикальної ямки між верхньою губою і носом. Світ «прихованих жителів» знаходиться десь недалеко від світу людей, проте люди бачать їх тільки якщо вони ясновидці, або якщо «приховані жителі» самі хочуть, щоб їх бачили.
Хоча в ісландських казках аульви (хульдуфоульк) представляються схожими на людей істотами з надприродними силами, які живуть окремо від людей у своїх громадах і рідко контактують з людьми, в давнину уявлення про аульвів були іншими. У Едді Сноррі Стурлусон розповідає про два типі ельфів - про «світлих ельфів» (верхні аульви або Льєсальфи), які живуть в Льєсальфахеймі, а також про так званих «темних ельфів» (нижні аульви або свартальфи), які живуть під землею (у Свартальфахеймі). Після того, як християнство стало державною релігією в Ісландії, ельфів стали поділяти на два види - «язичники» (злі щодо людей) і «християни» (добрі щодо людей). Однак незабаром такий розподіл було забуто, і в казках немає добрих чи злих ельфів  .
В ісландських казках розповідається про цікаві контакти людей з хульдуфоульк. «Приховані жителі» часто просять допомоги у людей, і якщо люди їм допомагають, то вони роблять щось хороше для них або дарують щось їм, а якщо й не допомагають, то мстять їм. У деяких казках розповідається про те, як «приховані жителі» просять допомоги у людей під час пологів, бо вони не можуть народжувати, поки людська рука не доторкнеться породілля.

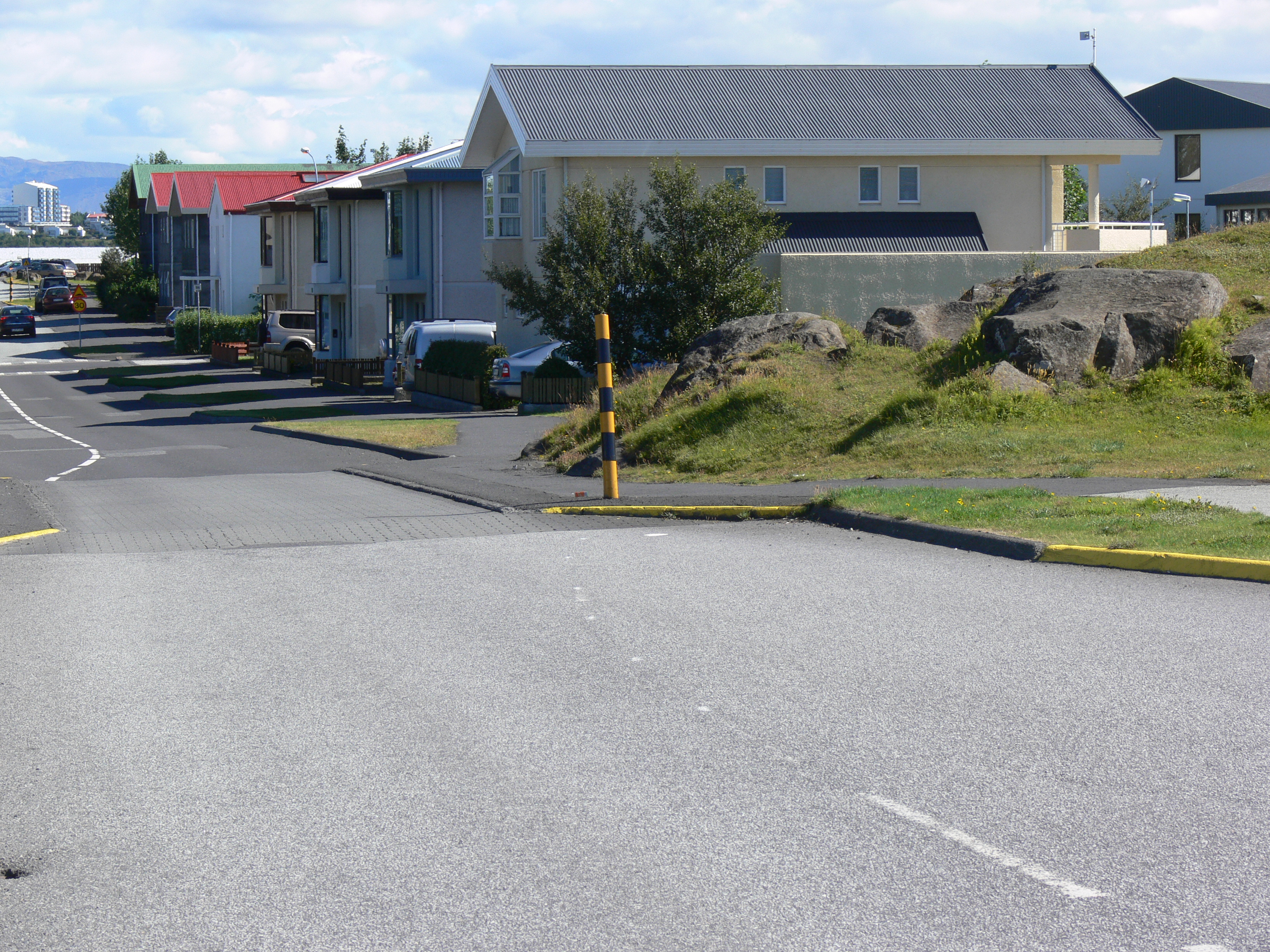
Аульфштейн (камінь аульвів) в Коупавогюрі і звужна дорога з особливими дорожніми знаками

Ісландці вірили, що аульви змінюють місце проживання в Різдво, і що не можна залишатися вдома в цей день. Перш ніж піти до церкви на всю ніч, господині прибирали доми, виставляли їжу на столи, запалювали всі світильники, розкривали двері та обходили зі світлом навколо хутора, запрошуючи ельфів додому. У деяких казках розповідалося, що всі, хто залишалися вдома під час святкувань Різдва, вмирали. Однак в казці «Аульви та Гельґа, селянська дочка» (ісл. Álfarnir og Helga bóndadóttir головна героїня, залишившись стерегти будинок в різдвяну ніч і нагодувавши дитину аульвів, отримала в знак подяки вузол, який приніс їй щастя. У деяких казках аульви та люди закохуються, але майже завжди такий зв'язок закінчується трагічно - смертю від розлуки або ж від пологів, а в казці «Аульв і селянська дівчина» (ісл. Álfapilturinn og selmatseljan вмирає й аульв, і його кохана  .
Деякі ісландці досі вірять в існування хульдуфоульк і ті місця, де на їхню думку вони живуть, намагаються залишити без змін, і навіть якщо будують дорогу, що перетинає стежку хульдуфоульк, то звужують дорогу, щоб казковим персонажам було легше перейти її .

### Утілегумадури («люди, оголошені поза законом»)
Існує велика кількість ісландських казок про людей, що нібито живуть в незаселених землях. Їх називають утілегумадурами або утілегуманнами (ісл. útilegumaður від leggjast út - бігти з батьківщини). Давньоїсландське слово útilegumaðr вперше зустрічається в «Сказанні про людей з Лососячої долини» (ісл. Laxdæla saga в «Сказанні про людей з Озерної Долини» ( ісл. Vatnsdæla saga і в «Сказанні про Стурлунгів» (ісл. Sturlunga saga а в деяких сказанняз зустрічається термін útileguþjófr, що можна перекласти, як злодій поза законом. У сказаннях і казках про утілегумадурів розповідається про людей, які ховалися від своїх ворогів в незаселених місцевостях острова, бувши оголошені поза законом. В основному утілегумадури - це злодії й інші порушники закону.
«Люди, оголошені поза законом» живуть далеко від великих поселень. Вони, так само як і звичайні люди, займаються риболовлею, пасуть худобу, але деякі з них є розбійниками й вони викрадають молодих дівчат, крадуть худобу, вбивають всіх, хто на них потрапляє, іноді навіть їдять людей. У казці «Викрадення нареченої» (ісл. Brúðarhvarfið утілегумадури викрадають наречену селянина Йоуна, а потім і його худобу. Однак коли Йоун, заблукавши, потрапляє в хутір утілегумадурів, викрадач відшкодовує йому пропажу нареченої, видавши за нього свою дочку. В ісландських народних казках утілегуманни намагаються тримати своє місце проживання в таємниці. Так у казці «Б'ярні Свейднович і його сестра Сальвйор» (ісл. Sagan af Bjarna Sveinssyni og Salvöru systir hans головний герой, сестру якого викрали утілегуманни, знайшовши її в маленькому хуторі, де жили «люди, оголошені поза законом», був змушений переселитися туди зі свого хутора разом з сім'єю і майном .

### Звичайні люди

#### Селяни

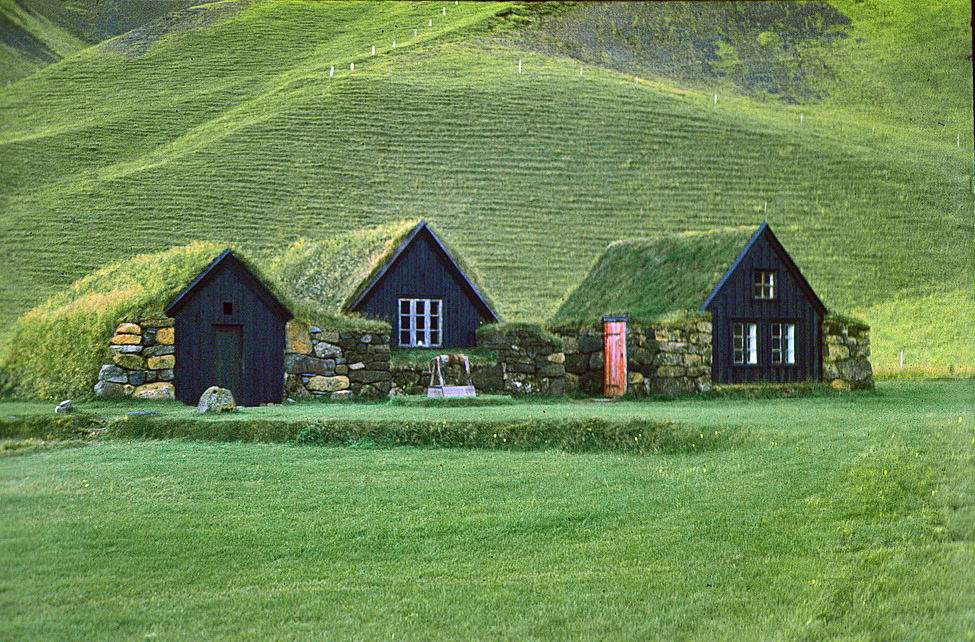
Ісландські дернові будинки, в яких жили селяни в середні віки.

Ісландські казки - одне з найголовніших джерел відомостей про побут ісландців у Середньовіччі. У багатьох казках селяни є головними персонажами, і хоча їх спосіб життя в казках не описується в подробицях, з казок можна дізнатися, наприклад, в яких будинках жили ісландці, які звичаї у них були, коли та де пасли худобу, чим годували тварин взимку, як проводили час, як відзначали свята тощо.
У більшості казок, в яких фігурують селяни, розповідається про зустрічі з хульдуфоульк або трьотлями, про те, як за хоробрість, хитрість або доброту, селяни отримують нагороду, але деякі ісландські казки закінчуються загибеллю селян. У казках селяни гинуть в результаті зіткнення з трьотлями або скесами, через любов до хульдуфоульк або ж внаслідок безглуздих нещасних випадків. Так у казці «Кідхюс» дід та баба піднімалися по сходах, наданих хитрим ельфом на ім'я Кідхюс, на небо до Діви Марії з залишками каші, звареної з борошна, який дав все той же Кідхюс, але від поспіху впали на землю. І там, де вони впали, залишилися білі плями на каменях, а там, де пролилася каша - жовті. Так пояснюється поява лишайника на каменях.

#### Мачуха
На думку Мелетинського, ісландські казки про мачуху (ісл. Stjupmaedrasogur відрізняються від інших західноєвропейських тим, що тоді як у фольклорі більшості західноєвропейських країн опір мачуха й пасербиця виступає тільки у вступній частині, то в ісландських казках ця тема розроблена глибше. Можливо, поясненням цьому може служити тривале існування в острівній державі патріархальної родини, розкладання якої зробило актуальною колізію мачуха - пасербиця.
Казки про мачуху в Ісландії популярні з Середньовіччі. Так у пролозі до сказання про Олава Трюґвовича (сина Трюґве), яка була написана в XII столітті, чернець Оддр стверджує, що краще послухати королівський життєпис, ніж брехливі казки про мачуху, що розповідаються селянами. У сказанні підкреслюється демократичний характер цих казок. Та й у самих ісландських сказаннях часто розповідається про мачуху, а в «Сверіс-сага», написаній у XII-XIII століттях доля героя порівнюється з долею дітей, проклятих мачухою. Образ злої мачухи зустрічається в «Стурлунга-сазі », «Хальвданар-сазі», «Рагнар-Лод-брок-сазі» та інших, куди він проник з казок. А на думку ряду вчених, «Пісня про Свіпдагру» з Едди й зовсім являє собою стилізацію казки про мачуху і пасербицю .
У вступній частині ісландських казок про мачуху розповідається про другий шлюб батька героїні. Такі введення дуже різноманітні: в одній казці втратлий дружину король зустрічає другу дружину на похоронах першої, в іншій - чародійка маже вином губи короля і змушує забути про першу дружину, в третій - наближені вмовляють короля взяти нову дружину, побоюючись, що його скорбота і відчай вплинуть на управляння країною. В одному варіанті король потрапляє під владу відьми, заблукавши в лісі під час полювання; тільки шлюб з дочкою відьми може врятувати його. Але в більшості ісландських казок мачуха характеризується як відьма або скеса, а іноді, як правило в кінці казки, вона навіть постає у своєму справжньому вигляді. Але вже з початкової частини зрозуміло, що король отримує в дружини відьму, чаклунку або велетку. Пасербиця описується як працьовита, терпляча, лагідна, добра і дівчинка - повна протилежність мачуховій доньці - ледачій, злій і зарозумілій.

### Чаклуни

Пам'ятник Семунду Мудрому перед головною будівлею Університету Ісландії

До прийняття Ісландією християнства чаклунство відігравало незначну роль в ісландському фольклорі. У дохристиянських переказах чарівними властивостями володіли боги, аульви, йотуни, а звичайні люди - герої сказань - дуже рідко застосовували чари. Після реформації, разом з християнством в Ісландію потрапила велика кількість переказів і казок, в яких головними героями були чаклуни й чарівники. На думку церковних діячів, чаклунами та чарівниками ставали люди, які уклали контракт з Дияволом. Незважаючи на активну пропаганду церкви, в ісландських казках відчувається симпатія до чаклунів, які завжди виявляються спритнішими й вдалішими та завжди перемагають його.
У ісландських сказаннях були описані два види чарівництва: чоловіче - «ґальдр» (ісл. galdur від дієслова gala, що означає каркати або співати, звідси ісл. galdramaður - чаклун, ґальд - чаклунське заклинання) і жіноче - «Сейд» (ісл. seiðr На думку американського дослідника С. Флаверса, основою чоловічого чарівництва були заклинання, призначені для співу або декламації, а жіноче чарівництво базувалося на входження в стан трансу. пізніше семантика цих різновидів чаклунства придбала оціночне забарвлення і ґальдр став вважатися більш престижним видом, ніж сейд.
Корінь скандинавського неприйняття копіювання жіночої поведінки в чарівництві деякі вчені пояснюють традицією ініціації, проходячи яку воїн отримував статус чоловіка, а практика чоловіками жіночого чарівництва розглядалася, як відмова від своєї статевої приналежності. У Старшій Едді, в «Суперечці Локі», описується табу на заняття жіночими чарівничими практиками чоловіками, коли Локі говорить Одину, що той «...чаклував, як роблять відьми», і тому він - чоловік жоновидний.
Стеблін-Каменський ділить казки про чаклунів на оптимістичні, що розповідають про добрих чарівників, і песимістичні - про злих. Казки про добрих чаклунів з'явилися до XVII століття, а з приходом лютеранства і відповідно інквізиції, з'явилися казки про злих чаклунів .
Найвідоміший персонаж казок про чаклунів - Семунд Мудрий - історичний персонаж, якому приписують складання Старшої Едди - одного з двох епосів ісландського народу.
На думку Стебліна-Каменського, казка про Ґальдра-лофт (про лофта Чаклуна), є найвідомішою і найдраматичнішою із казок про чаклунів. Бувши учнем школи в Хоуларі, Лофт вивчав чаклунство. Розповідається, як одного разу він надів вуздечку зі шкіри мерця на одну зі своїх служниць і літав так з дому до школи та назад. Служниця потім захворіла, але нікому про це не розповідала при житті Лофта. Іншу служницю, що завагітніла від нього, він умертвив, змусивши стіну відкритися і потім знову закритися в той час, як ця служниця йшла через утворілий прохід. Кажуть, що пізніше, коли стіну зносили, в ній знайшли скелет дівчини.
Лофт вивчив усю «Сіру Шкіру» - найвідомішу ісландську чарівну книгу, але йому було мало цього, він вирішив добути «Червону Шкіру» - книгу, яку забрав з собою в могилу єпископ Ґохтскаульк Злий. Товаришеві, якого Лофт примусив допомагати собі, він вселив, що всі, хто вивчив чаклунство, не можуть використовувати його інакше, ніж зі злими намірами, і тому повинні загинути, але якщо вони знають досить багато, диявол не матиме над ними влади та буде служити їм, як служив Семунду. У казці розповідається, як два товариші вирушили за чарівною книгою, але не змогли її забрати у єпископа, і як згодом Лофт пропав безвісти.

### Привиди та примари
Попри те що після прийняття християнства в Ісландії язичницькі боги та вірування були під забороною, ісландці змогли зберегти свої традиції, і міти про привидів перетворилися в казки, які суперечили вченням християнської віри. Привиди в ісландському фольклорі діляться на ряд видів: привид скнари (ісл. fépúki дитини, загубленої матір'ю (ісл. útburður привид, викликаний чаклуном з могили (ісл. uppvakningur стежачі за кимось привиди (ісл. fylgja і т. д.  В ісландських «Саґах про давні часи», в сюжет яких часто вплітаються казкові мотиви, привиди та «живі мерці» іноді виступають дарувальниками чи помічниками.
Багато ісландських казок про привидів мають паралелі в стародавній літературі. Одна з них - «Казка про диякона з Міркау» (ісл. Djákninn á Myrká - повторює сюжет «Другої пісні про Гельґу Убивцю Хундінга»: зустріч жінки з її мертвим коханим. У казці розповідається, як у диякона з Міркау (річка й однойменний хутір на півночі Ісландії) була кохана на ім'я Ґвудрун, яка була служницею пастора на іншому хуторі. Одного разу незадовго до Різдва диякон поїхав до неї та запросив її на свята в Міркау, обіцяючи заїхати за нею у Святвечір. Увечері того дня почалася відлига, і по дорозі в Міркау річки розкрилися. Диякон звалився в одну з річок, і на наступний ранок селянин сусіднього хутора побачив сірого коня диякона, а потім знайшов на березі тіло диякона. Труп відвезли в Міркау і поховали. Коли Ґвудрун поїхала на кладовище, вона побачила відкриту могилу. Тоді вона здогадалася схопити мотузку церковного дзвону, і в ту ж мить відчула, що хтось хапає її ззаду за салоп. На щастя, вона так і не встигла сунути руку в другій рукав салопа, і тому, коли салоп лопнув по шву в тому рукаві, який вона вже одягла, вона вирвалася і побачила, що диякон кинувся з уривком салопа в руках у відкриту могилу, і земля з обох боків могили засипала його. Ґвудрун була так налякана настільки, що не могла ні зрушити з місця, ні перестати дзвонити в дзвін. У казці далі розповідається ще про те, як диякон переслідував Ґвудрун після цього щоночі, поки одному чаклуна не вдалося завалити його каменем.

### Чорт
На початку XVIII століття з'являються перші казки про договір з дияволом. В таких казках панує оптимізм і впевненість в спритності й удачі чаклуна, який завжди здобуває перемогу над дияволом. Чорт є не головним героєм казки, а антиподом героя. Він фігурує в багатьох казках про Семунда Мудрого і завжди програє світлому чаклуну, за що підкоряється йому і робить будь-яку послугу. В одній казці чорт чистить хлів в Одді, в іншій чаклун, обхитривши чорта, змушує його носити воду в кошиках без дна. У деяких казках розповідається, як Семунд Мудрий і чорт сперечаються або беруть участь в змаганнях. Так, у казці «Семунд і чорт змагаються у віршуванні» (ісл. Sæmundur og kölski kveðast á розповідається про те, як Семунд посперечався з чортом про те, що той ніколи не дасть йому початок вірша, ні на латині, ні по-ісландськи, до якого він не зміг би придумати закінчення. Семунд поставив під заставу цього самого себе, і чорт, що горів бажанням роздобути його, не скупився на те, щоб перевірити це на досвіді. Однак чорт, як завжди, зазнає поразки.

### Інші персонажі
В ісландських чарівних казках, багато з яких прийшли на острів з Норвегії, Данії та інших західноєвропейських країн, зустрічаються такі персонажі, як король і королева, принц і принцеса, а також тварини. Однак таких казок порівняно небагато.
У деяких ісландських казках згадуються істоти з надприродними здібностями або якостями. Так у казці про крижану людину - Брака, розповідається, як головний персонаж казки вбиває жінку, яка не відповідає йому взаємністю, за допомогою бурульки з формою кинджала. На наступний день виходить сонце, і бурулька тане, як і сама крижана людина, після чого не залишається знаряддя вбивства, і від вбивці теж нічого не залишається.

## Оприлюднення ісландських казок
Протягом багатьох століть ісландські казки були жанром усного народного фольклору і перші спроби зібрати та записати їх були зроблені в XVI столітті. Однією з перших робіт, де зібрані ісландські народні казки, вважається «Qualiscunque descriptio Islandiae», написана в 1588 році, ймовірно, єпископом Скаульхольта Оддуром Ейнарсоном. А в роботі «Rerum Danicarum Fragmenta», написаній в 1596 році Арнгрімуром Йоунсоном (1568-1648), зібрані казки, головні герої яких переважно ельфи, які описуються як схожі на людей істоти, що живуть в скелях. Також Ейнар Гвюдмюндсон (помер в 1650 році) написав трактат про ельфів, який вважається втраченим.
В середині XIX століття видатний ісландський літературний діяч Йоун Аурнасон почав збирати ісландські народні казки, і в 1852 році вийшла збірка казок «Ісландські казки» (ісл. Íslenzk Æfintýri) проте книга не завоювала популярність. Незважаючи на це, Йоун Аурнасон продовжував збирати казки з усіх кінців Ісландії, і в Лейпцизі в 1862-1864 роках була видана книга «Ісландські казки та сказання» (ісл. Íslenzkar Þjóðsögur og Æfintýri) у двох томах із загальним обсягом у 1300 сторінок, яка була перевидана в Рейк'явіку в шістьох томах.
Окремі ісландські казки можна знайти в різних збірниках, виданих в Західній Європі з кінця XIX століття. Так, казка «Велетка в кам'яному човні» (ісл. Skessan á steinnökkvanum) була включена до збірки казок шотландського письменника Ендрю Ленга «Жовта книга казок» (англ. The Yellow Fairy Book Казка була перекладена також на німецьку мову (Die Riesin in dem Steinboote). Таким чином вона стала інтернаціональною .